# Isaac Makwala
Isaac Makwala (Tutume, 24 de septiembre de 1985) es un deportista botsuano que compite en atletismo, especialista en las carreras de velocidad.
Participó en los Juegos Olímpicos de Tokio 2020, obteniendo una medalla de bronce en la prueba de 4 × 400 m.
Ganó dos medallas en los Juegos Panafricanos de 2015 y seis medallas en el Campeonato Africano de Atletismo entre los años 2008 y 2014.

## Palmarés internacional
| Juegos Olímpicos    | Juegos Olímpicos                  | Juegos Olímpicos  | Juegos Olímpicos |
| Año                 | Lugar                             | Medalla           | Prueba           |
| ------------------- | --------------------------------- | ----------------- | ---------------- |
| 2020                | Tokio (Japón)                     | Medalla de bronce | 4 × 400 m        |
| Juegos Panafricanos |                                   |                   |                  |
| Año                 | Lugar                             | Medalla           | Prueba           |
| 2015                | Brazzaville (República del Congo) | Medalla de oro    | 400 m            |
| 2015                | Brazzaville (República del Congo) | Medalla de plata  | 4 × 400 m        |
| Campeonato Africano |                                   |                   |                  |
| Año                 | Lugar                             | Medalla           | Prueba           |
| 2008                | Adís Abeba (Etiopía)              | Medalla de plata  | 400 m            |
| 2000                | Nairobi (Kenia)                   | Medalla de plata  | 4 × 400 m        |
| 2012                | Porto Novo (Benín)                | Medalla de oro    | 400 m            |
| 2014                | Marrakech (Marruecos)             | Medalla de oro    | 400 m            |
| 2014                | Marrakech (Marruecos)             | Medalla de oro    | 4 × 400 m        |
| 2014                | Marrakech (Marruecos)             | Medalla de plata  | 200 m            |
| Relevos Mundiales   |                                   |                   |                  |
| Año                 | Lugar                             | Medalla           | Prueba           |
| 2017                | Nasáu (Bahamas)                   | Medalla de plata  | 4 × 400 m        |

## Resultados
| Representando a Botsuana | Representando a Botsuana  | Representando a Botsuana | Representando a Botsuana | Representando a Botsuana | Representando a Botsuana |
| Año                      | Campeonato                | Lugar                    | Resultado                | Prueba                   | Marca                    |
| ------------------------ | ------------------------- | ------------------------ | ------------------------ | ------------------------ | ------------------------ |
| 2007                     | Juegos Panafricanos       | Argel, Argelia           | 17.º (sf)                | 400 m                    | 47,02                    |
| 2007                     | Juegos Panafricanos       | Argel, Argelia           | 1.º                      | 4 × 400 m relevo         | 3:03.16                  |
| 2007                     | Campeonato Mundial        | Osaka, Japón             | 14.º (h)                 | 4 × 400 m relevo         | 3:05,96                  |
| 2008                     | Campeonato Africano       | Addis Ababa, Etiopía     | 2.º                      | 400 m                    | 45,64                    |
| 2008                     | Campeonato Africano       | Addis Ababa, Etiopía     | 4.º                      | 4 × 400 m relevo         | 3:06,54                  |
| 2009                     | Campeonato Mundial        | Berlín, Alemania         | 34.º (h)                 | 400 m                    | 46,45                    |
| 2010                     | Campeonato Mundial PC     | Doha, Catar              | – (h)                    | 4 × 400 m relevo         | DQ                       |
| 2010                     | Campeonato Africano       | Nairobi, Kenia           | 14.º (sf)                | 400 m                    | 46,92                    |
| 2010                     | Campeonato Africano       | Nairobi, Kenia           | 2.º                      | 4 × 400 m relevo         | 3:05,16                  |
| 2010                     | Juegos de la Mancomunidad | Melbourne, Australia     | 20.º (sf)                | 400 m                    | 47,07                    |
| 2010                     | Juegos de la Mancomunidad | Melbourne, Australia     | 5.º                      | 4 × 400 m relevo         | 3:04,65                  |
| 2011                     | Juegos Panafricanos       | Maputo, Mozambique       | 7.º                      | 400 m                    | 46,78                    |
| 2012                     | Campeonato Mundial PC     | Istambul, Turquía        | 4.º                      | 4 × 400 m relevo         | 3:13,21 (NR)             |
| 2012                     | Campeonato Africano       | Porto Novo, Benín        | 1.º                      | 400 m                    | 45,25                    |
| 2012                     | Campeonato Africano       | Porto Novo, Benín        | –                        | 4 × 400 m relevo         | DQ                       |
| 2013                     | Campeonato Mundial        | Moscú, Rusia             | 28.º (h)                 | 200 m                    | 20,84                    |
| 2013                     | Campeonato Mundial        | Moscú, Rusia             | 22.º (h)                 | 4 × 400 m relevo         | 3:05,74                  |
| 2014                     | Juegos de la Mancomunidad | Glasgow, Reino Unido     | 9.º (sf)                 | 400 m                    | 45,57                    |
| 2014                     | Campeonato Africano       | Marrakech, Marruecos     | 2.º                      | 200 m                    | 20,51                    |
| 2014                     | Campeonato Africano       | Marrakech, Marruecos     | 1.º                      | 400 m                    | 44,23                    |
| 2014                     | Campeonato Africano       | Marrakech, Marruecos     | 1.º                      | 4 × 400 m relevo         | 3:01,89                  |
| 2015                     | Relevos Mundiales         | Nasáu, Bahamas           | 8.º                      | 4 × 400 m relevo         | 3:03,73                  |
| 2015                     | Campeonato Mundial        | Pekín, China             | 5.º                      | 400 m                    | 44,63                    |
| 2015                     | Campeonato Mundial        | Pekín, China             | 9.º (h)                  | 4 × 400 m relevo         | 2:59,95                  |
| 2015                     | Juegos Panafricanos       | Brazzaville, Congo       | 1.º                      | 400 m                    | 44,35                    |
| 2015                     | Juegos Panafricanos       | Brazzaville, Congo       | 2.º                      | 4 × 400 m relevo         | 3:00,95                  |
| 2016                     | Campeonato Africano       | Durban, Sudáfrica        | 4.º                      | 400 m                    | 46,58                    |
| 2016                     | Juegos Olímpicos          | Río de Janeiro, Brasil   | 22.º (sf)                | 400 m                    | 46,60                    |
| 2016                     | Juegos Olímpicos          | Río de Janeiro, Brasil   | 5.º                      | 4 × 400 m relevo         | 2:59,06                  |
| 2017                     | Relevos Mundiales         | Nasáu, Bahamas           | 2.º                      | 4 × 400 m relevo         | 3:02,28                  |
| 2017                     | Campeonato Mundial        | Londres, Reino Unido     | - (f)                    | 400 m                    | DNS                      |
| 2017                     | Campeonato Mundial        | Londres, Reino Unido     | 6.º                      | 200 m                    | 20,44                    |